# La Septième Dimension
Pour plus de détails, voir Fiche technique et Distribution.
La Septième Dimension est un film français réalisé par Laurent Dussaux (et 5 autres co-réalisateurs) et sorti en 1988.
Il a été présenté au Festival international du film fantastique d'Avoriaz 1988.

## Synopsis
Henri et Louis sont tous les deux amoureux de la belle Hélène, et sont prêts à voyager dans le temps pour la retrouver.

## Fiche technique
- Réalisation : Laurent Dussaux, Olivier Bourbeillon, Manuel Boursinhac, Benoît Ferreux, Stéphan Holmes, Peter Winfield
- Producteur : Frederic Vieille
- Assistant réalisateur : Jean-Bernard Marinot
- Musique : Tristan Murail[1]
- Montage : Jean Gargonne
- Durée : 90 minutes
- Genre : film à sketches, science-fiction[2]
- Date de sortie: 8 juin 1988 (France)

## Distribution
- Roland Amstutz
- Michel Aumont
- Marie-Armelle Deguy : Hélène
- Hubert Deschamps
- Jean-Michel Dupuis : Louis
- Francis Frappat : Henri